# Manoir de Launay-le-Jeune
Le manoir de Launay-le-Jeune est un manoir situé à Dénezé-sous-le-Lude, en France.

## Localisation
Le manoir est situé dans le département français de Maine-et-Loire, sur la commune de Dénezé-sous-le-Lude.

## Historique
L'édifice est inscrit au titre des monuments historiques en 1980.